# Сулайка, Хосеба
Хосеба Сулайка Ирурета (баск. Joseba Zulaika Irureta; р. 1948, Дева) — баскский антрополог и писатель

.

## Биография
Окончил университет Деусто в Бильбао, докторскую степень получил в Принстоне. Возглавляет центр баскских исследований в Невадском университете в Рино.
В своих научных работах Сулайка исследовал феномен баскского терроризма. По мнению учёного, корни преступлений, совершённых баскскими националистами, следует искать не в политической и экономической ситуации, а в баскской культуре. На материале народного творчества он пытался доказать наличие у басков позитивного отношения к насилию и смерти.
Концепция Сулайки вызвала широкое обсуждение, в котором приняли участие Хулио Каро Бароха и Хон Хуаристи. Её автора обвиняли в моральном релятивизме и оправдании преступников. Кроме того, антрополог проигнорировал, по мнению его оппонентов, схожие сюжеты в культуре других народов и неоднородность баскского общества. Указывалось, что основатели ЭТА, выросшие в образованных испанизированных семьях, не имели реальной связи с традиционной культурой.